# Sant Joan Baptista de Nulles
Sant Joan Baptista de Nulles és l'església parroquial de Nulles (Alt Camp) sota l'advocació de sant Joan Baptista. Està protegida com a bé cultural d'interès local.

## Descripció
Edifici d'una sola nau amb capelles laterals, amb volta d'arc de mig punt i coberta de teula a dues vessants. La façana, arrebossada imitant carreus, presenta una composició senzilla, amb un porta centrada d'accés d'arc escarser i una petita fornícula buida d'arc de mig punt a la part superior. Al centre de la façana hi ha una obertura circular, i a la part superior un frontó de coronament. El conjunt es completa amb un campanar vuitavat i amb coberta de ceràmica situat als peus de l'edifici, a la banda de l'Epístola.

## Història
L'església parroquial de Sant Joan Baptista va ser construïda entre els anys 1510 i 1520. Durant el segle xviii es va remodelar, seguint el criteris estètics de l'estil barroc en la seva vessant més clàssica. Recentment, la coberta ha estat objecte d'una restauració.
La parròquia inclou l'església de la Santa Creu de Bellavista. Actualment està agrupada a la parròquia de Sant Pere de Vilabella, adscrita a l'arxiprestat de l'Alt Camp de l'arquebisbat de Tarragona.